# Ийяри, Марвен
Куду Марвен Аксель Ийяри (фр. Koudou Marvin Axel Illary; Пустой шаблон {{ВД-Преамбула}} ) — ивуарийский футболист, нападающий шведского «Хальмстада».

## Клубная карьера
Воспитанник ивуарийского «Клуб Омниспорт де Бараля». В марте 2025 года перешёл в шведский «Хальмстад», с которым подписал контракт, рассчитанный на три года. 28 июня дебютировал в чемпионате Швеции в матче с «Хаммарбю», заменив на 75-й минуте Наима Мохаммеда.

## Клубная статистика
| Выступление      | Выступление      | Выступление      | Лига | Лига | Кубки | Кубки | Конт. кубки | Конт. кубки | Итого | Итого |
| Клуб             | Лига             | Сезон            | Игры | Голы | Игры  | Голы  | Игры        | Голы        | Игры  | Голы  |
| ---------------- | ---------------- | ---------------- | ---- | ---- | ----- | ----- | ----------- | ----------- | ----- | ----- |
| Хальмстад        | Алльсвенскан     | 2025             | 1    | 0    | 0     | 0     | 0           | 0           | 1     | 0     |
| Хальмстад        | Итого            | Итого            | 1    | 0    | 0     | 0     | 0           | 0           | 1     | 0     |
| Всего за карьеру | Всего за карьеру | Всего за карьеру | 1    | 0    | 0     | 0     | 0           | 0           | 1     | 0     |